# Stati del Sacro Romano Impero (F)
Questo è un elenco degli stati del Sacro Romano Impero, inizianti per la lettera F:
| Nome | Tipologia                                                                     | Provincia                | Seggio | Formazione                                                         | Note |
| --- | ----------------------------------------------------------------------------- | ------------------------ | ------ | ------------------------------------------------------------------ | --- |
| Fagnolle Fagnolles | Signoria 1770: Contea del Sacro Romano Impero                                 | Provincia del Basso Reno |        |                                                                    | alla Casa di Ligne |
| Falkenstein | Contea                                                                        | Provincia dell'Alto Reno |        |                                                                    | 1255: Territori ereditati all'estinzione della linea di Hagen-Munzenberg 1418: estinzione della linea principale; passata ai Signori di Eppstein e Conti di Solms una parte di solms passa agli Isenburg-Budingen attraverso eredità femminile |
| Feldkirch | Signoria Contea                                                               |                          |        |                                                                    | 1375/1379: all'Austria (linea Leopoldina) |
| Finstingen | Signoria Contea                                                               |                          |        |                                                                    | 1458: alla Lorena |
| Fischbach | ?                                                                             |                          |        |                                                                    | |
| Fiandre | 862: Contea                                                                   | Provincia Borgognona     |        | 862                                                                | 1405: al Ducato di Borgogna; feudo di Francia (eccetto le 'Fiandre Imperiali' e soprattutto la Contea formale di Aalst) 1512: Provincia Borgognona 1529: Cedute agli Asburgo |
| Fleckenstein | 1467: Baronia del Sacro Romano Impero                                         |                          |        |                                                                    | 1250: Divisione in Fleckenstein-Dagstuhl, Fleckenstein-Soultz-sous-Forêts e Fleckenstein-Bickenbach |
| Franca Contea | Contea                                                                        | Provincia Borgognona     |        |                                                                    | 1512: Provincia Borgognona |
| Franconia | Ducato                                                                        |                          |        | VIII sec.                                                          | 1196: Discontinuo |
| Franconia | Ducato                                                                        |                          |        | 1633: Creato per il Duca di Sassonia-Weimar                        | 1639: Abolished |
| Francoforte | 1220: Città Imperiale                                                         | Provincia dell'Alto Reno | RH     | 1372                                                               | 1806: Inclusi i Principati di Regensburg e Aschaffenburg 1810:Granducato 1815: Libera Città 1866: Annessa alla Prussia |
| Franzenheim | Signoria                                                                      |                          |        |                                                                    | 1813: Occupazione prussiana 1866: Annessa alla Prussia |
| Frauenalb | Abbazia                                                                       |                          |        |                                                                    | |
| Frauenchiemsee | RA                                                                            |                          |        |                                                                    | |
| Fraumünster | 853: Abbazia Imperiale Ducato Abbaziale Imperiale                             |                          |        |                                                                    | 853: Fondato dall'Imperatore Ludovico il Germanico per sua figlia, Ildegarda, ricompensata con terre in feudo, ma sotto la diretta amministrazione dell'Imperatore 1045: L'Imperatore Enrico III garantisce alla città i diritti di creare un mercato, raccogliere le tasse e battere moneta 1524: Abolizione ad opera di Zurigo |
| Friburgo Freiburg | 1218: Libera Città Imperiale                                                  |                          |        | 1157: la città di Friburgo viene fondata                           | 1277: agli Asburgo 1452: ai Savoia 1478: Libera Città Imperiale 1481: Entra a far parte della Confederazione Svizzera 1648: Lascia l'Impero |
| Friburgo in Brisgovia | Contea                                                                        |                          |        |                                                                    | 1368: all'Austria (Lina Leopoldina) |
| Frisia dell'Est Principe e Signore della Frisia dell'Est, Signore di Esens, Stadesdorf e Wittmund | Contea principesca                                                            | Provincia del Basso Reno | PR     |                                                                    | 1465: Contea 1654: Principato del Sacro Romano Impero 1662: Principato 1667: Consiglio dei Principi 1744: Ereditato dalla Prussia 1807: Ceduta alla Francia 1807: incorporata nel Regno d'Olanda 1810: Occupazione francese 1813: alla Prussia 1815: all'Hannover |
| Frisinga | 738: Vescovato 1220: Principato Vescovile                                     | Provincia Bavarese       | EC     | 724: Fondata come monastero                                        | 1500: Provincia Bavarese 1793: Consiglio dei Principi 1803: Secolarizzata per la Baviera |
| Freudenberg | 962: Abbazia Imperiale                                                        |                          |        |                                                                    | 1801: Annessa alla Francia ;1815: Annessa alla Prussia |
| Freudenberg | 1250: Signoria del Sacro Romano Impero                                        |                          |        |                                                                    | ai Conti di Wertheim 1803: ai Lowenstein-Wertheim-Freudenberg |
| Friedberg (Baviera)Friedberg | Contea 1785: Contea Principesca di Friedberg e Scheer                         |                          |        |                                                                    | ai Thurn und Taxis |
| Friedberg | Città Imperiale                                                               | Provincia dell'Alto Reno | RH     | 1217                                                               | 1803: Divisa |
| Friedrichshafen vedi Buchhorn |                                                                               |                          |        |                                                                    | |
| Frisia | Signoria                                                                      | Provincia Borgognona     |        |                                                                    | 1512: Provincia Borgognona |
| Friuli | Ducato                                                                        | Provincia Austriaca      |        |                                                                    | 1512: Provincia Austriaca |
| Fugger Conte di Kirchberg e Weissenhorn | 1514/1530: Contea del Sacro Romano Impero di Kirchberg e Weissenhorn          | Provincia Sveva          |        |                                                                    | 1507: Proprietà della Contea di Kirchberg (acquisita dietro pagamento) acquisizione (attraverso pagamento) della Signoria di Weissenhorn 1511: Garantito lo status di nobile imperiale 1536: ai Signori di Glott 1534: ottiene il diritto di battere moneta 1538: ai Signori di Babenhausen 1541: Ottiene i diritti di giurisdizione sulle terre dei Fugger 1563: Stato della Provincia Sveva dell'Impero nel seggio di Conti Divisa tra Baviera e Württemberg Acquisizioni della Casa di Fugger: Gablingen (1527), Mickhausen (1528), Burgwalden (1529), Oberndorf (1533), Güter in Ungheria (1535), Pflege Donauwörth (1536), Glött (1537), Babenhausen e Brandeburgo (1539), Pleß (1546), Rettenbach (1547), Güter im Elsaß (1551), Kirchheim (1551), Duttenstein (1551), Eppishausen (1551), Niederalfingen (1551), Stettenfels (1551), (Ober-) Reichau (1551), Kettershausen e Bebenhausen (1558) 1806: Ceduta alla Baviera |
| Fugger-Babenhausen Principe del Sacro Romano Impero Fugger di Babenhausen, Signori di Boos, Heimertingen, Wald, Wellenburg, Burgwalden e Markt, Conti di Kirchberg e Weissenhorn | 1514: Contea del Sacro Romano Impero 1803: Principato del Sacro Romano Impero |                          |        |                                                                    | |
| Fugger-Glott Conti Fugger di Glött, Signori di Oberndorf, Conti di Kirchberg e Weissenhorn |                                                                               |                          |        |                                                                    | |
| Fugger-Kirchheim Conti Fugger, Signori di Kirchheim, Conti di Kirchberg e Weissenhorn |                                                                               |                          |        |                                                                    | |
| Fulda | Principato abbaziale                                                          | Provincia dell'Alto Reno | EC     | 744: Fondato come l'Abbazia benedettina di Fulda                   | 1156: Principato Abbaziale del Sacro Romano Impero 1170: Abbazia Imperiale 1752: principato Vescovile 1157: Fulda ricevette riconoscimento imperiale 1576-1602: Annessa all'Ordine Teutonico 1803: Secolarizzata ed annessa al Nassau-Dillenburg 1793: Consiglio dei Principi 1806: Amministrazione francese 1807: Annessa al Regno di Vestfalia 1815: all'Assia-Kassel 1867: Annesso alla Prussia Area (1902): 40 m²; Pop.: 100 000 |
| Fürstenberg | 1660: Baroni del Sacro Romano Impero                                          |                          |        |                                                                    | NOTE: Si differenzia dalla famiglia dei Principi di Furstenberg |
| Fürstenberg Furstenberg Principe del Sacro Romano Impero di Fürstenberg, Langravio in Baar e di Stühlingen, Conte di Heiligenberg e Werdenberg, Barone di Gundelfingen, Signore di Hausen im Kinzinger Thal, Trochtelfingen, Möskirch, Hohenhöwen, Wildenstein, Jungnau, Waldsberg, Werenwag, Weitra e Püglitz | 1250: Contea                                                                  |                          |        | 1250                                                               | Acquisito il Langraviato di Baar 1627: Acquisto della Signoria di Gundelfingen Acquisto della Signoria di Hausen Acquisto della Signoria di Heiligenberg Acquisto della Signoria di Howen Acquisto della Signoria di Meßkirch 1639: Acquisto del Langraviato di Stuhlingen Acquisto della Signoria di Purglitz Acquisto della Signoria di Taikowitz Acquisto della Signoria di Weitra 1408: Diviso in Fürstenberg e Dillingen Diviso in Fürstenberg-Fürstenberg e Fürstenberg-Wolfach 1667: Consiglio dei Principi |
| Fürstenberg-Baar | 1441-1559: Contea                                                             |                          |        | 1441: Divisa da Fürstenberg-Fürstenberg                            | 1483: Ereditata dai Furstenberg-Geisingen 1490: Furstenberg-Wolfach 1559: Divisa in Fürstenberg-Blumberg e Fürstenberg-Heiligenberg |
| Fürstenberg-Blumberg | 1559-1614: Contea                                                             |                          |        | 1559: Divisa da Fürstenberg-Baar                                   | 1614: Divisa in Fürstenberg-Messkirch e Fürstenberg-Stühlingen |
| Fürstenberg-Fürstenberg | 1408-1441: contea 1704-1716: Contea 1716-1804: Principato                     |                          |        | 1408: Divisa da Fürstenberg 1704: Divisa da Fürstenberg-Stühlingen | 1441: Divisa in Fürstenberg-Baar e Fürstenberg-Geisingen 1762: Divisa in Furstenberg-Furstenberg e Furstenberg-Purglitz 1804: Ereditata dai Fürstenberg-Pürglitz |
| Fürstenberg-Geisingen | 1441-1483: Contea                                                             |                          |        | 1441: Divisa da Fürstenberg-Fürstenberg                            | 1483: Annessa a Fürstenberg-Baar |
| Fürstenberg-Heiligenberg | 1559: Contea 1664: Principato                                                 |                          |        | 1559: Divisa da Fürstenberg-Baar                                   | 1716: Annessa a Fürstenberg-Fürstenberg |
| Fürstenberg-Messkirch | 1614: Contea 1716: Principato                                                 |                          |        | 1614: Divisa da Fürstenberg-Blumberg                               | 1744: Annessa a Fürstenberg-Fürstenberg |
| Fürstenberg-Pürglitz | 1614-1704: Principato                                                         |                          |        | 1762: Divisa da Fürstenberg-Fürstenberg                            | |
| Fürstenberg-Stühlingen | 1614-1704: Contea 1716: Principato                                            |                          |        | 1614: Divisa da Fürstenberg-Blumberg                               | 1704: Divisa in Furstenberg-Furstenberg e Furstenberg-Weitra |
| Furstenberg-Weitra |                                                                               |                          |        | Divisa da Furstenburg-Stuhlingen                                   | 1759: Divisa in Furstenberg-Weitra e Furstenberg-Taikowwitz 1806: all'Austria |
| Füssen | Abbazia                                                                       |                          |        |                                                                    | |